# La hija de Ryan

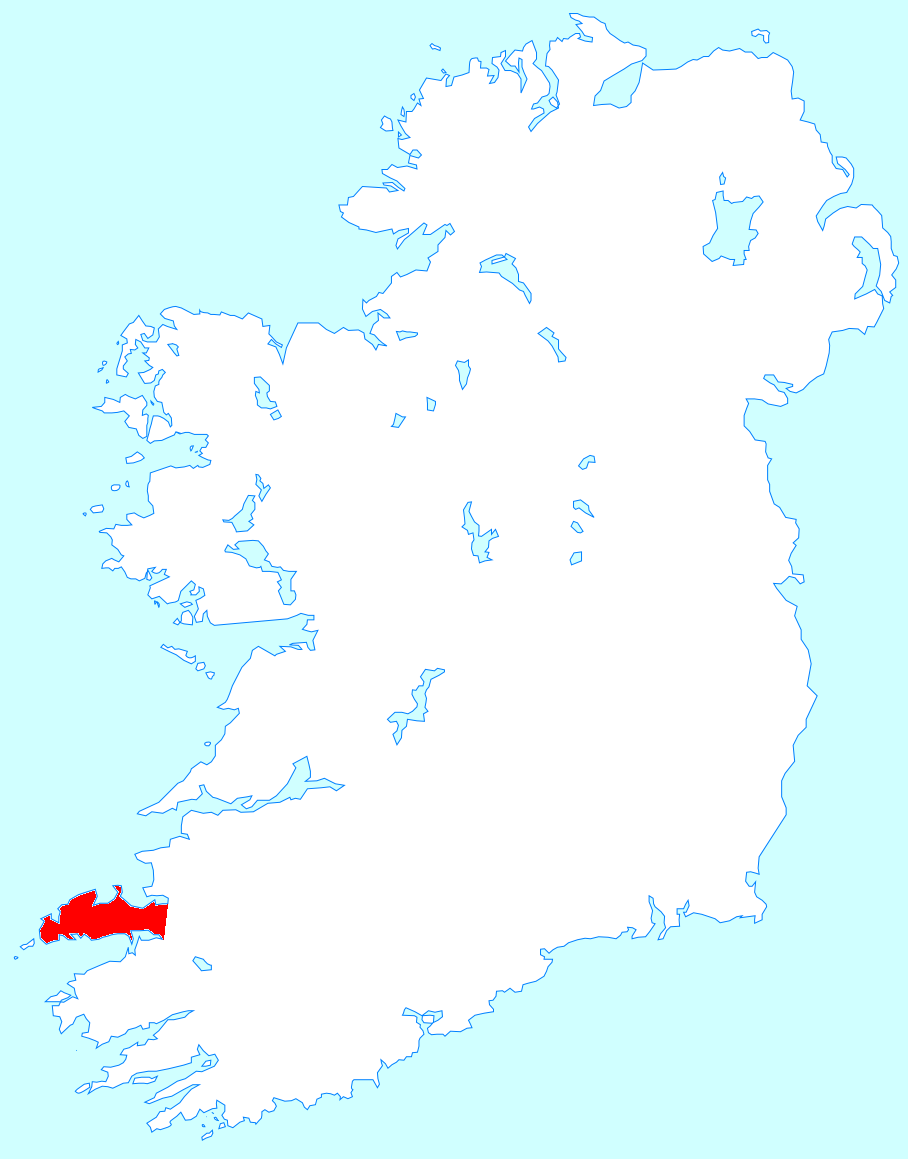
Península de Dingle (Irlanda), donde se rodó la película La hija de Ryan

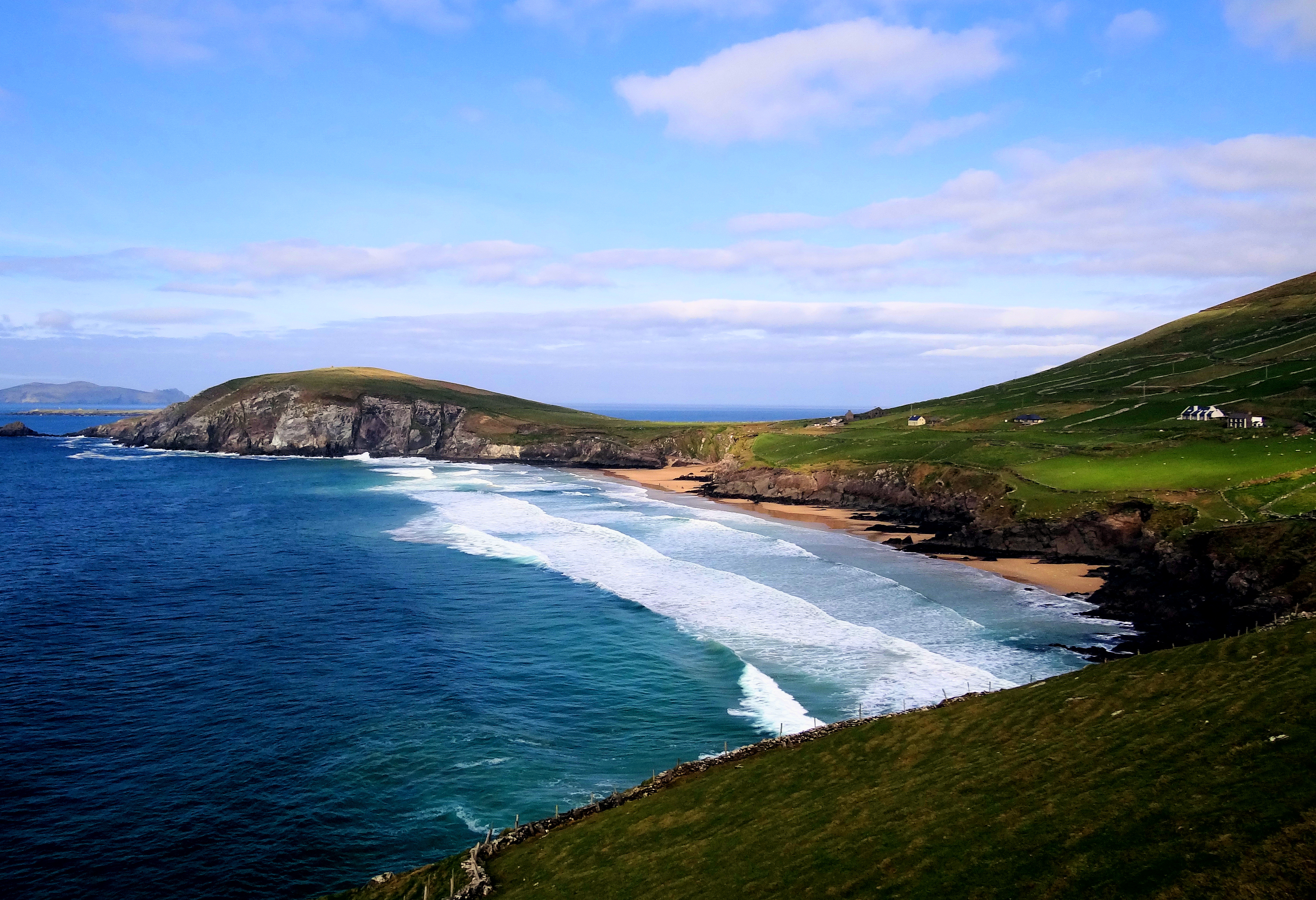
En la playa entre Dunmore-Head y Slea Head, de la Península de Dingle, se rodaron varias secuencias de la película.

La hija de Ryan (título original: Ryan's Daughter) es una película británica de 1970, dirigida por David Lean. Fue protagonizada por Sarah Miles, Robert Mitchum, Trevor Howard, John Mills y Christopher Jones en los papeles principales.
La película, ambientada entre agosto de 1917 y enero de 1918, cuenta la historia de una mujer irlandesa casada e insatisfecha sexualmente que tiene un romance con un oficial británico durante la Primera Guerra Mundial, a pesar de la oposición moral y política de sus vecinos nacionalistas.

## Argumento
Rosy Ryan (Sarah Miles) es la hija del tabernero de una pequeña población en la costa de Irlanda, durante la Primera Guerra Mundial. La película transcurre en el período posterior al alzamiento de Pascua de abril de 1916, cuando el nacionalismo constitucionalista se está viendo desplazado por la creciente actividad revolucionaria de la IRB (Irish Republican Brotherhood), dirigida sobre todo contra la policía irlandesa (Royal Irish Constabulary) y el ejército. 
Al igual que Madame Bovary, Rosy es una chica romántica que anhela un amor apasionado y ser una joven fina y educada no se encuentra a gusto en el pueblo, que le resulta estrecho para satisfacer en él sus deseos y necesidades. La única persona a la que considera de un nivel social adecuado es el maestro de escuela, Charles Shaughnessy (Robert Mitchum), un hombre corriente, viudo y que tiene unos cuantos años más que ella. Rosy cree estar enamorada del maestro y ambos acaban casándose. Sin embargo, cuando llega al pueblo un joven militar británico (rengo por haber sido herido en el frente y con traumas de guerra) el mayor Randolph Doryan (Christopher Jones), Rosy encuentra con él la posibilidad de satisfacer su deseo de vivir un amor apasionado.

## Reparto
- Sarah Miles - Rosy Ryan
- Robert Mitchum - Charles Shaughnessy
- Trevor Howard - Padre Hugh Collins
- John Mills - Michael
- Christopher Jones - Mayor Randolph Doryan
- Leo McKern - Tom Ryan
- Barry Foster - Tim O'Leary
- Gerald Sim - Capitán Smith
- Evin Crowley - Moureen Cassidy
- Marie Kean - Señora McCardle
- Arthur O'Sullivan - Joe McCardle
- Brian O'Higgins - Policía O'Connor
- Barry Jackson - Cabo
- Niall Tóibín - O'Keefe

## Premios
Premio Óscar 1971:
- al mejor actor secundario (John Mills)
- a la mejor fotografía (Freddie Young)

Premio Globo de Oro 1971:
- al mejor actor secundario (John Mills)

Premio Laurel de Oro 1971:
- a la estrella de mañana (Christopher Jones)
- al mejor director de fotografía - 2.º lugar (Freddie Young)
- a la mejor actuación femenina – 2.º lugar (Sarah Miles)

Premio David di Donatello 1971:
- a la mejor producción extranjera (Anthony Havelock-Allan)

Premio British Society of Cinematographers 1970:
- a la mejor fotografía (Freddie Young)

Premio Evening Standard British Film Award 1974:
- a la mejor película (David Lean)

Premio Kansas City Film Critics Circle Awards 1972:
- al mejor actor secundario (John Mills)

## Comentarios
El trasfondo de la agreste y bella costa irlandesa, con sus espectaculares borrascas y sus acantilados impresionantes en la península de Dingle, junto con las actuaciones del cura y el tonto del pueblo, hacen de La hija de Ryan una película inolvidable. 
La crítica de la época la machacó, aunque en la actualidad esté considerada por muchos como una de las mejores obras del director.
La taquilla no le dio la espalda. Sin embargo las agrias críticas, incluso personales, de parte de la crítica internacional hicieron que Lean se retirase, incomprendido, hasta principios de la década de 1980.